# 周御
周御，字宜謙，號益我，湖廣長沙府湘潭县人，明朝政治人物。同进士出身。

## 生平
七月二十九日生，治易经。萬曆十三年（1585年）乙酉科湖廣乡试八十三名举人，萬曆二十三年（1595年）乙未科會試第一百六名，廷試三甲第七十二名进士，吏部觀政，本年八月授山東兖州府推官，二十五年四川同考，二十八年山東同考，二十九年三月升户部山西司主事，三十年管下粮所，三十一年江西监兑，三十三年升郎中，廣平管倉，三十七年十一月擢四川上川东道副使。三十八年养病，四十五年丁父憂，接丁母憂，天啓四年（1624年）起廣東副使，五年致仕。

## 家族
曾祖周思時，乡宾；祖周训，贡士、累封奉政大夫南京吏部郎中。父周之光，选贡、見任汉阴知县，癸卯升平樂府同知。母許氏，贈孺人；继母张氏，封孺人。具庆下。弟周徐（甲午经魁）、周循（廪生、辛卯副榜）。娶王氏，封孺人，子孟春。